# آيت حمو (سوق الخميس دادس)
آيت حمو هي إحدى مشيخات المملكة المغربية، تتبع جغرافيا لإقليم تنغير وإداريًا لسوق الخميس دادس. يقدر عدد سكانها بـ 9782 نسمة حسب الإحصاء الرسمي للسكان والسكنى لسنة 2004.